# Szybcy i wściekli 8
Szybcy i wściekli 8 (ang. The Fate of the Furious) – amerykański film akcji z 2017 roku w reżyserii F. Gary’ego Graya z Vinem Dieselem w roli głównej. To ósmy film z serii Szybcy i wściekli.

## Fabuła
Dominic i Letty spędzają miesiąc miodowy na Kubie, gdy nagle pojawia się Cipher (Charlize Theron). Kobieta okazuje się być cyberterrorystką, która wciąga Toretta w pracę dla niej. Przyszłość „szybkiej rodziny” zostaje wystawiona na próbę, dlatego w pomoc przyjaciołom Toretta zostaje zaangażowany Deckard Shaw – były wróg szybkiej rodziny.

## Obsada
- Vin Diesel – Dominic Toretto
- Dwayne Johnson – Luke Hobbs
- Jason Statham – Deckard Shaw
- Michelle Rodriguez – Letty Ortiz
- Tyrese Gibson – Roman Pearce
- Chris „Ludacris” Bridges – Tej Parker
- Scott Eastwood – Eric Reisner/Mały Nikt
- Elsa Pataky – Elena Neves
- Nathalie Emmanuel – Ramsey
- Kurt Russell – Frank Petty/Pan Nikt
- Luke Evans – Owen Shaw
- Tego Calderón – Tego Leo
- Don Omar – Rico Santos
- Kristofer Hivju – Connor Rhodes
- Charlize Theron – Cipher

## Produkcja
W marcu 2015 roku w programie Jimmy Kimmel Live! Vin Diesel ujawnił plany realizacji ósmej części Szybkich i wściekłych, których produkcja miała rozpocząć się zaraz po premierze części siódmej. Ponieważ w trakcie jej realizacji zginął Paul Walker, postanowiono zmienić scenariusz i zakończyć wątek odgrywanej przez niego postaci. Producent Neal H. Moritz potwierdził również, że nie ma planów przywrócenia tego bohatera za pomocą techniki CGI. Wraz z nim zakończono także historię Mii Toretto, w którą wcielała się Jordana Brewster.
Nowy scenariusz napisał Chris Morgan, a reżyserią miał się zająć James Wan lub Rob Cohen, lecz w październiku 2015 roku ogłoszono, że będzie to F. Gary Gray.
Swój udział w produkcji jako pierwsi potwierdzili Vin Diesel, Michelle Rodriguez i Kurt Russell. Niedługo potem zrobili to także Tyrese Gibson i Chris „Ludacris” Bridges. W 2013 roku Lucas Black, który pojawił się w trzeciej i siódmej części, podpisał kontrakt na dwa kolejne filmy z serii, lecz w części ósmej nie wystąpił. W maju 2015 roku swój udział potwierdził Dwayne Johnson, który dodatkowo wspomniał o możliwym powstaniu spin-offu z udziałem jego bohatera. Później do obsady dołączyli jeszcze m.in. Jason Statham, Charlize Theron, Tego Calderón, Don Omar i Helen Mirren.
Główne zdjęcia rozpoczęły się 14 marca 2016 roku w Mývatn na Islandii. Pod koniec kwietnia ekipa filmowa przeniosła się do Hawany, gdzie po wcześniejszym uzyskaniu zgody rządu Kuby i USA mogła nakręcić potrzebne ujęcia. W maju rozpoczęto realizację zdjęć w Cleveland w stanie Ohio oraz w Atlancie i w Nowym Jorku.
Początkowo film miał nosić tytuł Fast 8, ale w grudniu 2016 roku ostatecznie zmieniono go na The Fate of the Furious. Światowa premiera filmu odbyła się 4 kwietnia 2017 roku w Berlinie.